# Astroganger
Astroganger (яп. アストロガンガー Асутороганга) — японский аниме-сериал о супер-роботах, выпущенный подразделением Knack Productions студии Toei Animation. Транслировался по телеканалу Fuji TV с 4 октября 1972 года по 28 марта 1973 года. Сериал был дублирован на итальянском языке. Позже те же разработчики выпустили 1974 году сериал Chargeman Ken!, который стал провальным. Робот в сериале кардинально отличается от других: он может говорить, думать, чувствовать боль. У него нет особых способностей и поэтому робот полагается на свою физическую силу.

## Сюжет
Инопланетянка по имени Майа терпит крушение на Земле. Её родину уничтожили «уничтожители», агрессивная инопланетная раса, которая хочет установить господство над всей галактикой. Майа влюбляется в учёного и рожает от него мальчика по имени Кэнтаро. Учёный создаёт из «живого металла» уникальное существо, внешне похожее на робота — Астрогангера, который однако сам ближе к живой форме: у него есть потребности, как и живое существо он устаёт, чувствует, страдает. Для полной силы, робот должен входить с симбиоз с Кэнтаро, которые вместе будут бороться против уничтожителей, намеревающихся напасть на Землю.

## Роли озвучивали
- Адзума Миэ — Кантаро Хоси
- Сёдзо Иидзука — Гангер
- Ёсидзава Хисаёси — Доктор Хоси